# Dicranomyia (Dicranomyia) melanopleura
Dicranomyia (Dicranomyia) melanopleura is een tweevleugelige uit de familie steltmuggen (Limoniidae). De soort komt voor in het Oriëntaals gebied.